# Thesium macranthum
Thesium macranthum är en sandelträdsväxtart som beskrevs av Edward Fenzl. Thesium macranthum ingår i släktet spindelörter, och familjen sandelträdsväxter. Inga underarter finns listade i Catalogue of Life.